# Branford Center
Branford Center é uma Região censo-designada localizada no estado americano de Connecticut, no Condado de New Haven.

## Demografia
Segundo o censo americano de 2000, a sua população era de 5735 habitantes.

## Geografia
De acordo com o United States Census Bureau tem uma área de 
5,4 km², dos quais 4,8 km² cobertos por terra e 0,6 km² cobertos por água.

## Localidades na vizinhança
O diagrama seguinte representa as localidades num raio de 16 km ao redor de Branford Center. 